# 净月潭公园站
净月潭公园站是一个位于吉林省长春市南关区的一个轻轨车站，属于长春轨道交通3号线。
本站原名净月公园站，2019年5月30日更为现名。

## 车站构造
车站位于净月大街西侧绿地内，为高架二层车站。车站站厅位于地面，地上二层为站台层，设有两个侧式站台，未设屏蔽门。

### 车站楼层
| 地上二层 | 侧式站台，右側開门 | 侧式站台，右側開门                   |
| 地上二层 | 轨道（东）         | █ 3号线往伪满皇宫（农博园）          |
| 地上二层 | 轨道（西）         | █ 3号线往长影世纪城（紫杉路）        |
| 地上二层 | 侧式站台，右側開门 |                                      |
| 地面     | 站房               | 出入口、客服中心、自动售票机、验票机 |

## 车站出入口
车站设置1个出入口，设在车站东侧，朝向净月大街，未设置出入口编号。
|          |      |          |                    |  |
| 出口编号 | 照片 | 出口指示 | 建议前往的目的地   |  |
| 出口     |      | 净月大街 | 净月潭国家森林公园 |  |

## 公交换乘
- 净月潭正门站：102、120、335、377路
- 净月潭站：160路

## 历史
- 2006年12月26日 - 随3号线二期（净月线）通车开通运营，开通时名为净月公园站[2][3]。
- 2019年5月30日 - 更名为净月潭公园站[1]。
- 2021年
  - 4月15日 - 因3号线线路施工需要，长影世纪城站至紫杉路站关闭，车站变为临时终点站[4]。
  - 7月1日 - 长影世纪城站至紫杉路站恢复运营，车站恢复为中途车站[5]。

## 车站周边
- 净月潭国家森林公园正门
- 吉林心脏病医院